# Jacob Reitsma
Jacob Reitsma (Witmarsum, 5 augustus 1945) is een Nederlands politicus.
In de periode 1986 - 2001 was Reitsma lid van de Tweede Kamer voor het CDA. Reitsma was op vele terreinen actief CDA-Tweede Kamerlid. Hij hield zich onder meer bezig met financiën, verkeer en waterstaat, landbouw en beroepsonderwijs. Reitsma is afkomstig uit de organisaties van de Christelijke plattelandsjongeren en Christelijke boeren en tuinders. 
Hij is een groot liefhebber van de schaatssport. Van 2001 tot 2006 was hij voorzitter van de schaatsbond KNSB. Zijn jongste dochter, Mireille Reitsma, was een Nederlands langebaanschaatsster en marathonschaatsster. Op lokaal gebied was Reitsma politiek actief in de gemeente Noordoostpolder (onder meer als wethouder). Op 1 juni 2001 werd hij benoemd tot burgemeester van de Friese gemeente Wymbritseradeel. Zijn functie kwam te vervallen toen Wymbritseradeel op 1 januari 2011 opging in de nieuwe gemeente Súdwest-Fryslân.
- Parlement.com: vg09llomnpyf